# Gawrony (SIMC 0269498)
Gawrony – kolonia w Polsce położona w województwie świętokrzyskim, w powiecie jędrzejowskim, w gminie Słupia.
W latach 1975–1998 miejscowość administracyjnie należała do województwa kieleckiego.
Kolonia Gawrony od północy graniczy ze wsią Wywła.